# Sceloenopla stainesorum
Sceloenopla stainesorum là một loài bọ cánh cứng trong họ Chrysomelidae. Loài này được Santiago-Blay & Craig miêu tả khoa học năm 1999.